# Bures-sur-Yvette
Bures-sur-Yvette är en kommun i departementet Essonne i regionen Île-de-France i norra Frankrike. Kommunen ligger i kantonen Orsay som tillhör arrondissementet Palaiseau. År 2022 hade Bures-sur-Yvette 9 481 invånare.

## Befolkningsutveckling
Antalet invånare i kommunen Bures-sur-Yvette
| Referens: INSEE |